# Stanislav Eder
Stanislav Eder (1924. – 2002.), hrvatski televizijski novinar

## Životopis
Rodio se 1924. godine. Od 1947. godine je u novinarstvu. Godine 1950. postaje je reporter na Radio Zagrebu a deset godina poslije prešao je na Televiziju Zagreb. Izvješćivao je brojnim važnim zbivanjima, poput skopskog i banjolučkog potresa, posjetima predsjednika SAD-a Richarda Nixona Zagrebu i Kumrovcu i ostalima. Uređivao je dopisničku mrežu, Dokumentarno-feljtonistički program te je bio pomoćnik urednika Informativnog programa. Hrvatsko novinarsko društvo nagradilo ga je Zlatnim perom 1978. te nagradom za životno djelo Otokar Keršovani 1982. godine. Umro je 2002. godine.